# Tinnerö eklandskap
Tinnerö eklandskap, egentligen "Tinnerö eklandskap kultur och natur"
, är sedan 13 juni 2006 ett naturreservat i Linköpings kommun. Det består av ca 6.3 km² av det östgötska eklandskapet. Under stor del av nittonhundratalet har det varit ett militärt övningsområde till dom ingående förbanden i Linköpings garnison.
Reservatet är en del av riksintresseområdet KE100, betecknat som ”ett av landets bästa exempel på odlingslandskap från järnåldern”. Det är alltså landskapet som är av riksintresse inom kulturmiljövården. 
Förutom ett rikt växt- och djurliv, odlingslandskap, våtmarker, sjöar och vattendrag, skogar samt bebyggd miljö, finns många välbevarade fornlämningar i form av boplatser, gravfält och fornåkrar, främst från järnåldern.
I området finns Rosenkällasjön, vilken är en del i "projekt Tinnerbäcken". Sjön återskapades hösten 2004 efter att ha varit helt igenvuxen i mer än hundra år. En stadsnära del av området, Smedstad dammar går att nå via Haningeleden. Där finns bland annat fransfladdermus.

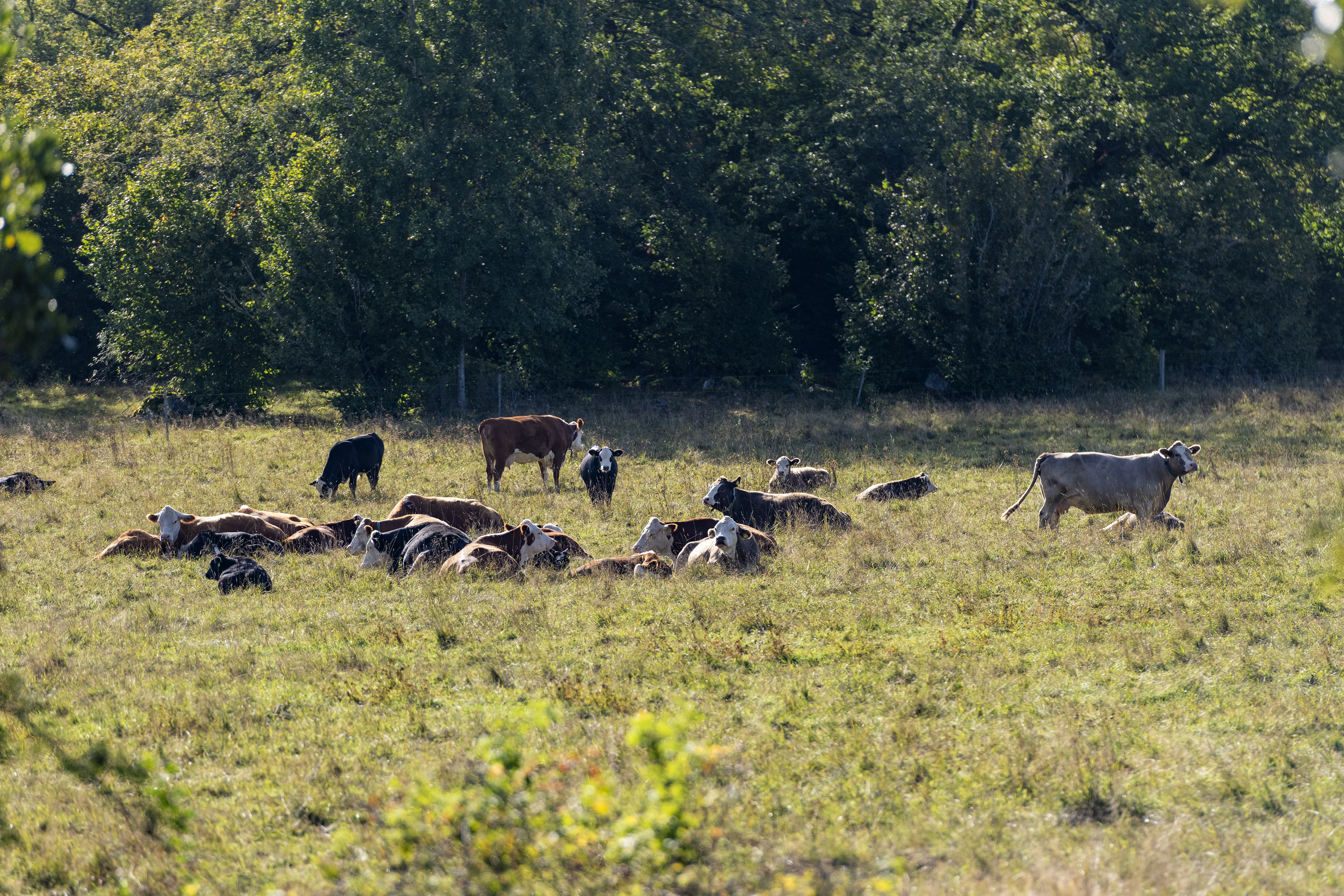
Betande kor i Tinnerö eklandskap.
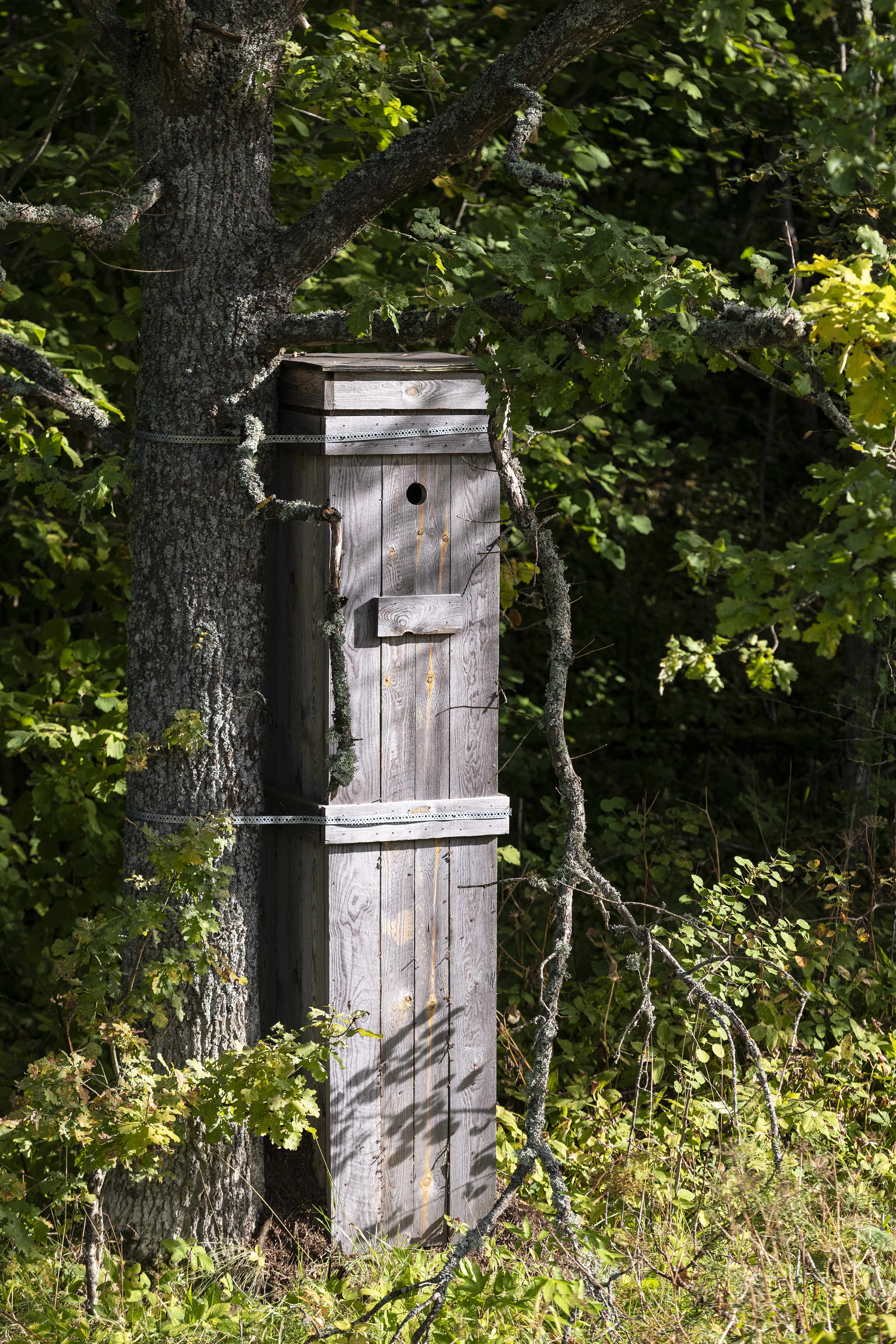
Mulmholk i Tinnerö eklandskap.
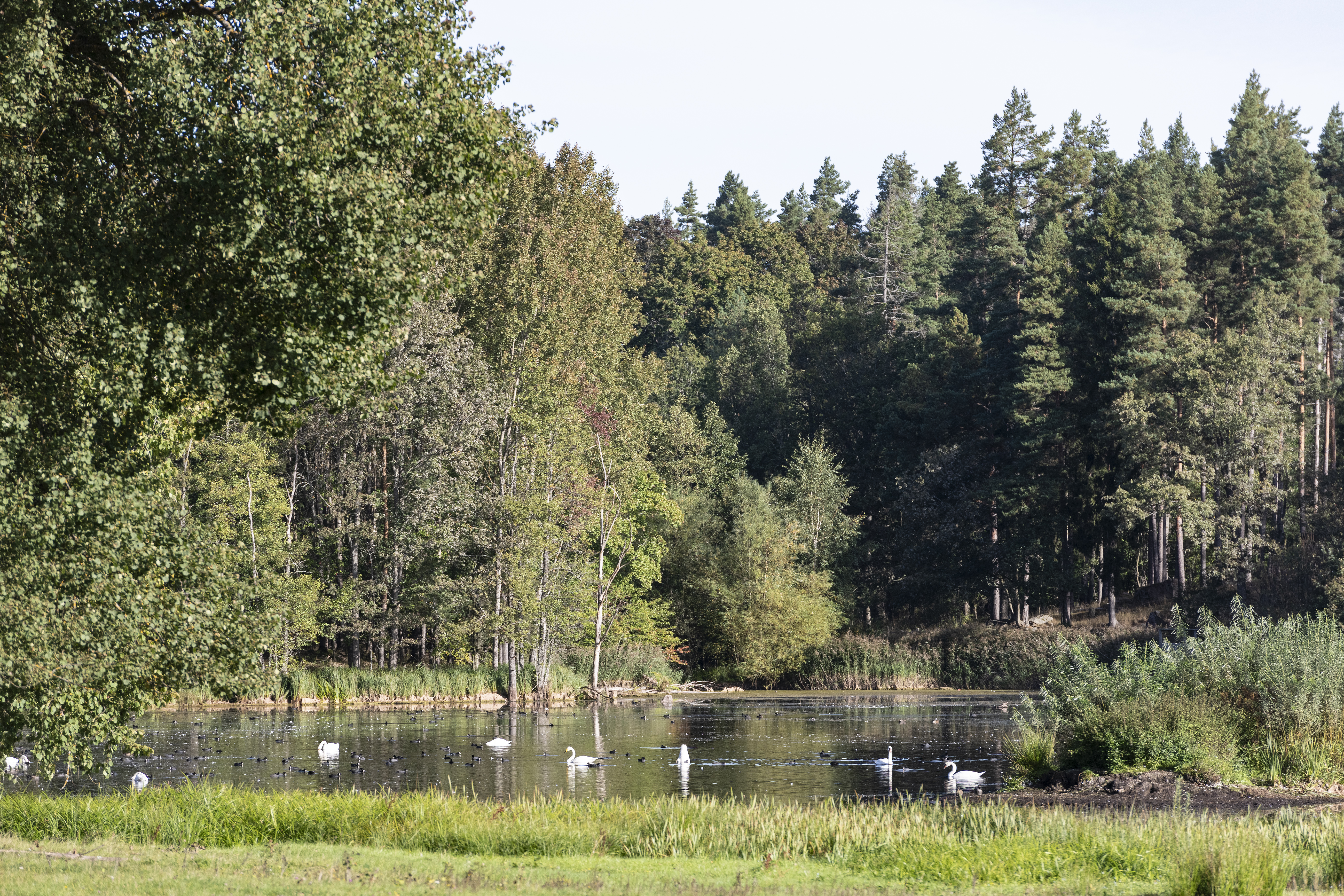
Rosenkällasjön - en återskapad sjö.